# Bot społecznościowy
Bot społecznościowy (ang. social bot) – bot, który naśladuje zachowania użytkowników mediów społecznościowych. Tą nazwą określa się również zautomatyzowane konta użytkowników w tych mediach.

## Wykorzystanie
Boty społecznościowe służą m.in. do szybkiego rozpowszechniania treści (w tym fake newsów), tworzenia nowych treści oraz budowania nieprawdziwego wrażenia o popularności osób, stron, postów czy też poparcia lub sprzeciwu wobec dyskutowanych w mediach społecznościowych wydarzeń.
Boty społecznościowe wykorzystywane do celów politycznych są nazwane botami politycznymi (ang. political bots), natomiast te, których aktywność stanowi połączenie automatyzacji i działań człowieka, to cyborgi.

### Przykłady
- boty osobowe – mają imię i nazwisko, sztucznie stworzony życiorys, rodziny i zdjęcia, piszą krótkie wypowiedzi jak np. Carina Santos[10], bot który w serwisie społecznościowym Twitter udawał brazylijską dziennikarkę i w ciągu dwóch lat opublikował ponad 25 tys. wpisów. Jego wpływ na społeczność Twittera jedna z wyspecjalizowanych agencji porównywała do pozycji jaką ma np. Dalajlama lub Barack Obama[11]. Bot ten był dziełem naukowców z Universidade Federal de Ouro Preto. Miłośniczkę joggingu (@Trackgirl) na Twitterze udawał bot, którego autorem był amerykański informatyk Greg Marra. Bot ten był tak dobry, że jak po ośmiu miesiącach ogłosił skręcenie kostki to zewsząd posypały się wyrazy współczucia i pytania o przebieg leczenia. Gdy pewien popularny serwis randkowy oczyścił bazę danych z wszelkich botów to o 15% spadła również aktywność żywych członków portalu[12].
- boty bezosobowe – latem roku 2013 polskie serwisy internetowe zalały bliźniaczo podobne komentarze krytykujące OFE i popierające rządowe propozycje zmian w systemie emerytalnym. Podejrzenie o zainspirowanie akcji i zastosowanie automatów padło na gabinet Donalda Tuska[12]. Podobne automaty mają za zadanie podbić notowania właściciela lub osłabić notowania przeciwnika politycznego, jak w czasie wyborów do rosyjskiej Dumy Państwowej, gdzie masowo pojawiły się w Internecie ataki na antykremlowskich aktywistów lub wyborów w Meksyku, gdzie Partia Rewolucyjno-Instytucjonalna masowo zasypywała Twitter identycznymi wpisami i filtry blokowały tagi identyfikując wpisy przeciwników jako spam. O podobne działania oskarża się też władze Syrii. W komunikatorze GG funkcjonuje infobot spod numeru 100.